# Sycon hozawai
Sycon hozawai är en svampdjursart som beskrevs av Breitfuss 1932. Sycon hozawai ingår i släktet Sycon och familjen Sycettidae. Inga underarter finns listade i Catalogue of Life.